# My Oasis
«My Oasis» es una canción del cantante británico Sam Smith con la participación del cantante y compositor nigeriano Burna Boy. Se lanzó a través de Capitol Records el 30 de julio de 2020 como el primer sencillo de su tercer álbum de estudio Love Goes (2020). La canción fue escrita por Jimmy Napes, Sam Smith y Burna Boy.

## Antecedentes
La canción se escuchó por primera vez en Annie Mac Show de BBC Radio 1. Hablando sobre la canción, Smith dijo: «Esta canción ha sido una hermosa liberación de emociones para mí durante este tiempo. He sido fan de Burna Boy durante años y estoy muy feliz de tener una canción con él».

## Posicionamiento en listas
| Listas (2020)                           | Mejor posición |
| --------------------------------------- | -------------- |
| Australia (ARIA)                        | 84             |
| Bélgica (Ultratop) Wallonia             | 2              |
| Canadá (Canadian Hot 100)               | 70             |
| Croacia (HRT)                           | 73             |
| Escocia (Official Charts Company)       | 75             |
| Estados Unidos (Bubbling Under Hot 100) | 12             |
| Estados Unidos (Rolling Stone Top 100)  | 99             |
| Irlanda (IRMA)                          | 43             |
| Nueva Zelanda Hot Singles (RMNZ)        | 5              |
| Reino Unido (UK Singles Chart)          | 40             |
| Suecia Heatseeker (Sverigetopplistan)   | 1              |
| Suiza (Schweizer Hitparade)             | 52             |

## Historial de lanzamiento
| País      | Fecha               | Formato                     | Versión | Ref    |
| --------- | ------------------- | --------------------------- | ------- | ------ |
| Varios    | 30 de julio de 2020 | Descarga digital, Streaming | Capitol | [ 1 ]  |
| Australia | 30 de julio de 2020 | Contemporary hit radio      | Capitol | [ 16 ] |